# Oratorio di Sant'Antonio da Padova (Acquarossa)
L'oratorio di Sant'Antonio da Padova sorge al centro del paese di Castro. 

## Storia
Edificato negli anni 1681-1682 nella parte corrispondente all'attuale coro, fu ampliato dal 1729 al 1731. 

## Descrizione
L'edificio a pianta rettangolare è coperto da una volta a botte; sulla sinistra è situato il campanile.
L'interno custodisce affreschi e dipinti settecenteschi di Carlo Martino Biucchi (Milano, 1702-1772 circa), del francescano Innocenzo Biucchi e di Pietro Silva. 
L'altare maggiore in marmo policromo, i piccoli altari laterali, alcune statue e terrecotte, tutti risalenti al settecento, completano l'arredo dell'oratorio.